# Contea di Nong'an
La contea di Nong'an (农安县S, Nóng'ān XiànP) è una contea della Cina, situata nella provincia di Jilin e amministrata dalla prefettura di Changchun.